# Албрехт I (Мюнстерберг-Оелс)
Вижте пояснителната страница за други личности с името Албрехт I.
Албрехт I фон Мюнстерберг-Оелс (на немски: Albrecht I von Münsterberg-Oels, Albrecht von Podiebrad; на чешки: Albrecht z Minstrberka; Albrecht z Poděbrad; * 3 август 1468, замък Кунетицка Гора; † 12 юли 1511, Про́сниц, Чехия) от династията Подебради, е от 1498 г. херцог на Мюнстерберг-Оелс в Силезия и граф на Глац (Клодзко).

## Биография
Той е най-възрастният син на херцог Хайнрих I фон Мюнстерберг-Оелс (1448 – 1498) и съпругата му Урсула фон Бранденбург (1450 – 1508), дъщеря на Албрехт Ахилес курфюрст фон Бранденбург и първата му съпруга Маргарета фон Баден. Внук е на крал Иржи от Подебради от Бохемия. Брат е на херцозите Георг I (1470 – 1502) и Карл I Албрехт (1476 – 1536).
След смъртта на баща му през 1498 г. тримата братя управляват първо заедно, но всеки има свой двор.
Албрехт I се жени на 11 януари 1487 г. за Саломея фон Саган и Глогов (1475/76 – 1514), дъщеря на Йохан II (Ян II), последният херцог на Саган. По-малките му братя Георг и Карл следващата година се женят също за дъщери на Йохан II.
След смъртта му вдовицата Саломея се омъжва втори път (1512/13) за Йохан фрайхер фон Трахенберг и Милич († 18 май 1549).

## Деца
Албрехт I и Саломея фон Саган имат само една дъщеря:
- Урсула (26 декември 1497 – 1545), омъжена на 26 декември 1517 г. за Хайнрих IV фрайхер фон Ризенберг († юни 1551)